# Piger kan ikke stå på skateboard
Piger kan ikke stå på skateboard er en dansk dokumentarfilm fra 2016 instrueret af Cathrine Dramdal Hasholt og Pernille Kjærgaard Kjær.

## Handling
Phallin er på mange måder som mange andre cambodjanske piger. Hun bor sammen med sin familie, går i skole og laver lektier. Hun skændes med sin lillebror, hun hjælper sin mor med rengøringen og bruger eftermiddagen sammen med sine veninder, men på et områder er hun anderledes - Phallin er nemlig skater.
Når temperaturen daler og mørket bryder frem, er Phallin at finde i den lokale park på sit skateboard sammen med alle drengene. Dette er hendes frirum og hun får lov til at gøre hvad hun elsker: at skate.
I Cambodja er det kun få piger som dyrker sport, og de enkelte som gør, dyrker typisk den traditionelle Khmer-dans. Piger som Phallin kæmper for at dette skal ændres, og at alle piger kan dyrke den sport, de ønsker. Kampen for denne frihed er dog hård, da de ældre generationer værner om kultur og tradition.